# Giulio Cesare Vachero
Giulio Cesare Vachero (Sospello, 1586 – Genova, 31 maggio 1628) è stato un politico e avventuriero italiano, cospiratore per conto dei Savoia nella Repubblica di Genova.

## Biografia

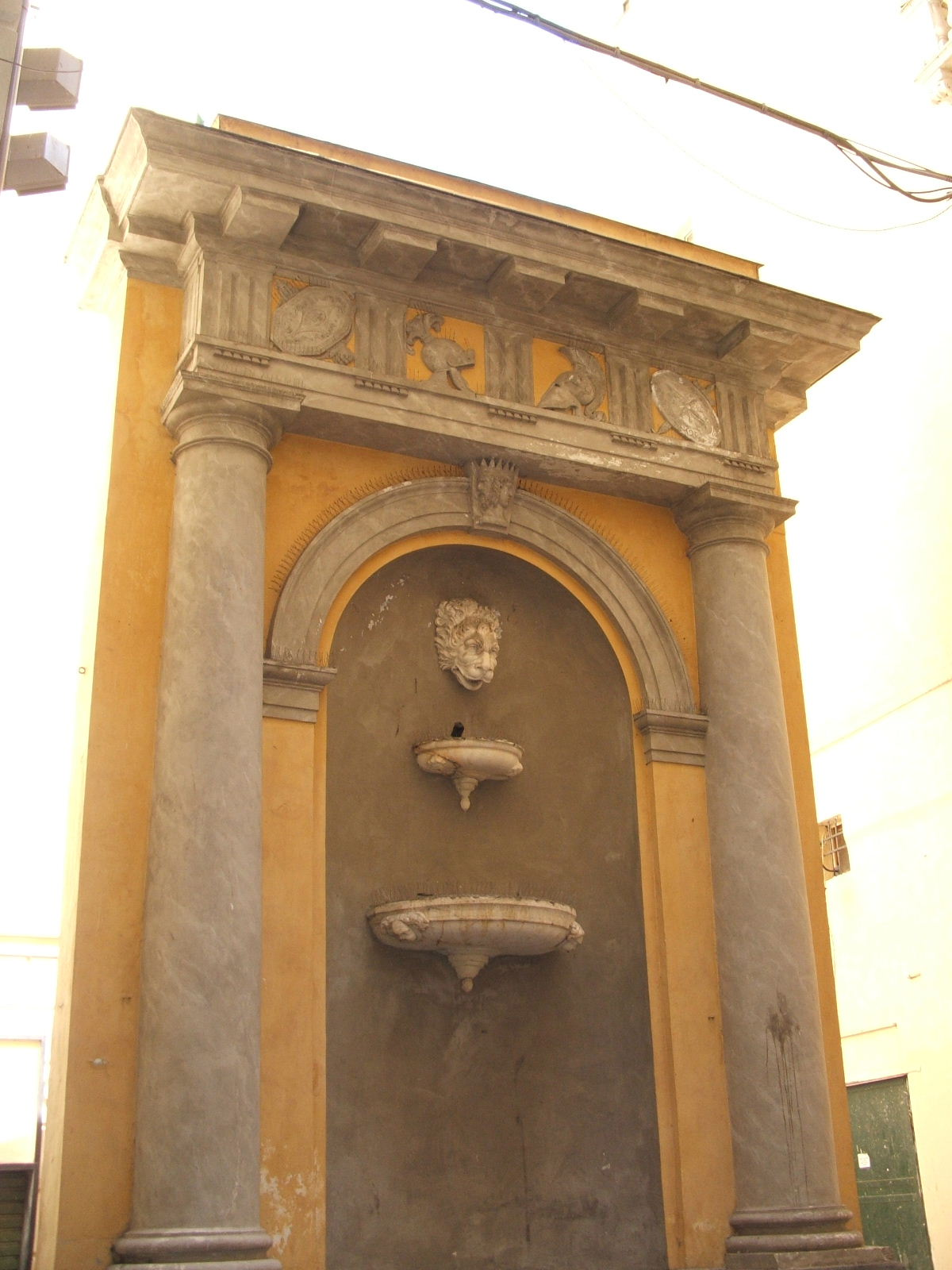
La fontana eretta in via del Campo a Genova dalla famiglia Vachero per nascondere la "colonna infame"

Giulio Cesare Vachero apparteneva a un'umile famiglia di Sospello, borgo della Contea di Nizza, allora parte dei domini dei Savoia. Suo padre Bartolomeo, trasferitosi a Genova, aveva accumulato una notevole fortuna ed era diventato un ricco possidente, con numerose proprietà nel territorio della repubblica. Lo status raggiunto dal padre permise a Giulio Cesare di ricevere una buona istruzione e gli aprì le porte dell'alta società genovese. Intorno al 1608 sposò Ippolita Rela, figlia di Niccolò, comandante della squadra di galee del duca Carlo Doria. 
La costituzione genovese del 1576, rimasta immutata per oltre due secoli, conferiva i poteri politici soltanto agli appartenenti alle famiglie nobiliari iscritte nel Liber Civitatis. Le famiglie popolari, come quella di Giulio Cesare, per quanto ricche, erano escluse dalla partecipazione alla vita politica della repubblica. Il malcontento degli esclusi dal potere si era già espresso in una serie di cospirazioni volte a rimettere il governo nelle mani dei popolari col sostegno di potenze straniere come il Regno di Francia e soprattutto il Ducato di Savoia.
Di indole turbolenta e indisciplinata e insofferente verso l'oligarchia dominante, Giulio Cesare fu arrestato nel 1625 nel corso delle indagini riguardanti la cosiddetta congiura dei De Marini e rilasciato per insufficienza di prove. Di lì a poco fu bandito da Genova per una serie di omicidi e poté ritornare solo nel 1627.
Nel 1628 Giovanni Antonio Ansaldi, su incarico del duca Carlo Emanuele I di Savoia, prese contatto col Vachero e lo coinvolse in una cospirazione volta a rovesciare la costituzione vigente e ad instaurare una repubblica filo-sabauda di cui Giulio Cesare sarebbe divenuto doge. Facendo leva sul malcontento della classe popolare, Vachero riuscì a coinvolgere un nutrito gruppo di cittadini benestanti ma come lui esclusi dal governo della repubblica. La sommossa avrebbe dovuto avere luogo il 1º aprile 1628. Giulio Cesare e i suoi, a capo di un piccolo esercito di bravi, avrebbero dovuto assalire il Palazzo Ducale, eliminare la guardia tedesca e uccidere il doge e i senatori. La cavalleria sabauda sarebbe intervenuta in un secondo momento a sostegno dei congiurati. 
Il 31 marzo la congiura fu scoperta grazie alla delazione di Francesco Rodino, capitano piemontese coinvolto nella trama eversiva, e Vachero e una trentina dei suoi sostenitori furono catturati. Messi sotto processo, furono condannati a morte e giustiziati il 31 maggio dello stesso anno, nonostante le proteste di Carlo Emanuele, che aveva minacciato di mettere a morte alcuni gentiluomini genovesi residenti a Torino se le condanne fossero state eseguite. Il Vachero, riconosciuto come il capo della congiura, fu decapitato, la sua casa fu rasa al suolo e al suo posto fu eretta una "Colonna infame" a perenne memoria del suo tradimento. La colonna esiste ancora oggi in via del Campo anche se, per nasconderla, i suoi discendenti ottennero il permesso di costruire una grande fontana.
Le ragioni del Vachero sono ben spiegate dal principale cronista della congiura, il giurista Raffaele Della Torre, che lo accusava di voler riportare la politica di Genova ai tempi in cui i nobili non detenevano il monopolio del potere e in cui "non ci si toglieva il cappello per omaggio e per legge davanti a loro".
A seguito della congiura nella Repubblica di Genova venne istituita l'Inquisizione di Stato, una magistratura composta da sei nobili ed un procuratore incaricata di perseguire i nemici dello Stato.